# 上駟院
上驷院，是清朝内务府下设的三个院之一，为管理御用马匹的机构。

## 历史
清朝初年，沿用明朝旧制，设“御马监”，顺治十八年（1661年）改为“ᠠᡩᡠ᠋ᠨ
ᠶᠠᠮᡠᠨ(adun yamun) 阿敦衙门”（满语“阿敦(ᠠᡩᡠ᠋ᠨ)”意为“马群”），康熙十六年（1677年）方才改为“上驷院”。《内务府册》载，“上驷院初名御马监，顺治十八年置阿敦衙门，康熙十六年改今名。旧署在东华门内三座门之西，今改建于左翼门外，西向，堂左右为司房、东西耳房。其所掌御马厩，今移于新署内之南，计厩五间；所属之十八厩，分设禁城门外。”
凡是皇帝、后妃、皇子等人出入，均需供备马匹。选供皇帝乘骑的马叫作“御马”，供“御马”之选的马叫作“内马”。皇城内（设“内厩”）、南苑（设“外厩”）、安河共设有马厩十八个，其中内厩设马厩11个，外厩设马厩6个，安河（位于圆明园北垣外）设马厩1个。另外，在口外及盛京等地设有牧场四个，饲养马、驼。各处牧场分别设官员分任牧马事宜，并且设有防御、骁骑等官以司缉捕盗匪、保护牧场。
《钦定大清会典》载，“上驷院管院大臣特简无定员，掌群马之政。内厩设于皇城，外厩设于南苑。内厩御马、副马、川马各一厩，均无定数；仗马一厩，七十匹；公马五厩，各二百匹；附橐驼十匹；驾车马二厩，厩各马五十，羸五十匹。外厩御马、内马（备御马之选及充皇子乘骑）凡六厩，内桐马一群，腾马四，牝马三十有六，余无定数。安河公马一厩，二百匹。”“上驷院侍卫每旗七人，司辔、司鞍侍卫无定员，隶上驷院。”
《钦定总管内务府现行则例》载，“上驷院卿员、侍卫、郎中、员外郎、主事职掌：厩牧马驼、支给草豆等事。”“上驷院所属骡马厩应用草豆、草束，由庄头送纳。上驷院额设十一群马匹，每年自九月份起分拨各庄餧养。乾隆十七年悉行裁汰。上驷院马圈十六处，骡子圈二处，每日给灯油一斤。凡遇巡幸，所有上驷院随往马匹所需草豆，俱按口分、日期，均派附近居住庄头等沿途交纳。”“上驷院马匹，每年四月内进南苑放青，十月归圈。”
乾隆年间，大臣来保一次在路旁见到一匹运煤的老马，他断定为良马，便用重金购得，献给乾隆帝。乾隆帝亲自骑试，果为良马。清朝时，有的年高德劭的大臣，皇帝为免其上朝时徒步，便赏其紫禁城内骑马，或恩赐其马匹。大学士张廷玉便曾获康熙帝钦赐御马。
上驷院内设三十名蒙古医士。蒙古医士是从上三旗选出的通达正骨之士卒。在皇宫内效力人员，包括大臣、侍卫、执役人员，发生跌损事故时，由蒙古医士医治。康熙年间，大臣齐召南博闻强识，过目成诵，一日骑马不幸跌伤头部，脑浆顺血流出。皇帝急忙召来蒙古医士抢救。蒙古医士采用一种不可思议之办法，将昏迷数十日的齐召南救活。然而齐召南醒来后，过去的学问丧失殆尽。

## 建筑

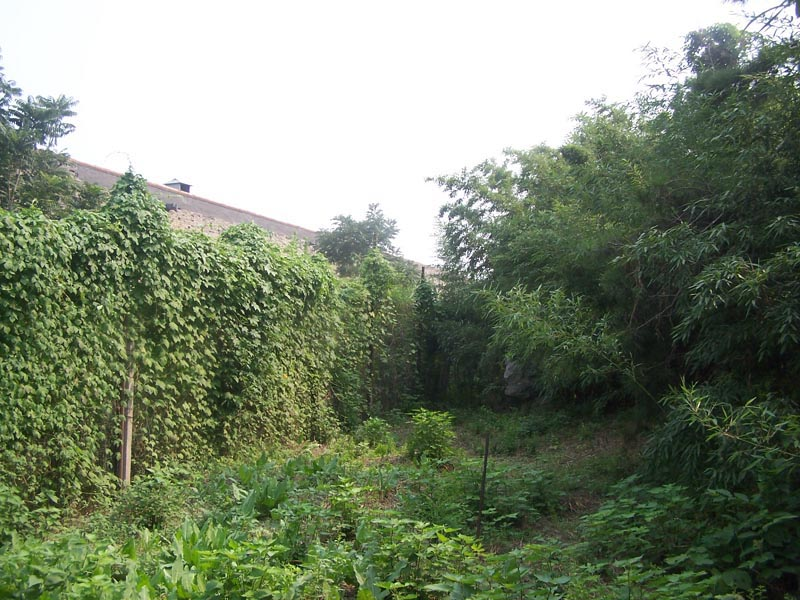
2005年，上驷院车房旧址附近，自西北向东南拍摄。远处为紫禁城东城墙。

上驷院衙门设在紫禁城东路、南三所以南偏西侧，为一座坐东朝西的建筑，背面正对南三所前的影壁，该建筑至今尚存。
上驷院所在院落十分广阔。其中上驷院以东临近紫禁城东城墙处，设有马厩、车房。根据故宫博物院1950年3月统计表明，该区域建筑已经倒塌。此后，上驷院地区在1951年至1960年间先后进行了清理并拆除已倒塌的建筑、铺路、绿化、堆砌假山等等工程。2013年9月3日，故宫博物院上驷院车房修复工程举办开工仪式，修复位于上驷院东北方向靠紫禁城东城墙一侧的车房，该工程预计在2014年7月竣工。车房修复后，将作为管理用房，以便为拆除多年来作为故宫博物院职工餐厅使用的南三所彩钢房创造条件。
《钦定日下旧闻考》载，上驷院“院署之旁又有皇子良马一厩，对子马一厩。”

## 御马厩
上驷院以南、传心殿以北、三座门内西侧，原有御马厩，是隶属上驷院的御马厩，专门饲养“御马”。《钦定日下旧闻考》载，“御马厩旧地在东华门内，三座门西。”便指该御马厩。
御马厩在《乾隆京城全图》上标为“马圈”，应是隶属上驷院。此图中的马圈向西延伸至文华殿北部偏西，即今文渊阁东部（当时文渊阁尚未兴建）；向东至传心殿以北偏东，未到三座门。如今，御马厩的所在地仍有一个院落，其西紧邻文华殿、文渊阁所在院落的东墙，其北与文华殿、文渊阁所在院落的北墙平齐。此院后来为清史西馆的所在地。
清朝对御马的挑选和管理十分严格。《钦定总管内务府现行则例·上驷院》卷载，“凡管试御马之大臣、侍卫俱系特派，专管骑试、挑选上乘御马，并选收进贡马匹。”“本院额设司鞍、司辔并司鞍长共三十员名。凡遇皇上出入及随围进哨，预备御马差务。”“本院司鞍长系扈从皇上出入，预备马匹。”
《十朝诗乘》载，“乾隆时，御闲畜十骏，曰万吉骝、曰阚虎骝、曰师子玉、曰霹雳骧、曰雪点雕、曰自在驈、曰奔霄𩨂、曰赤花鹰、曰英骥子、曰籋雲駃。盖喀尔喀、翁牛特和拖辉科尔沁诸部所进，西洋人郎世宁绘之为‘十骏图’。”《清宫述闻：正续编合编本》加按语称：故宫博物院“本院数年前，曾于宫殿箱箧中，发见郎世宁、艾启蒙所画《骏马图》各五巨幅。郎画神采如生，艾则瞠乎其后矣。”